# 年齢と女性の妊孕性
女性の妊孕性（じょせい の にんようせい、英: female fertility）とは、女性における「妊娠する能力」「妊娠のしやすさ」のことである。
妊孕性は年齢に影響を受け、年齢は女性にとって主要な妊孕性因子である。女性の妊孕性は、10代末期から20半ばにかけて概ね良好な状態にあるが、20代後半から加齢とともに徐々に低下する。1年間避妊しないで性交渉をした場合の年代別の自然妊娠確率(流産や不育ケースも含む妊娠率全体)は、20歳～24歳約86%、25歳～29歳約78%、30歳～34歳約63%、35歳～39歳52%、40歳～44歳36%、45歳～49歳5%、50歳以上0%となる。加齢が進むほど自然妊娠自体には成功しても、健康な卵子の減少と質低下によって、妊娠確率の低下だけでなく、流産や死産、早産、遺伝子疾患など胎児リスク増加の原因になる。不妊治療を受けてようとも染色体異常発生率は、女性年齢が35歳時点で50%を超えるため、産婦人科医は遅くても35歳までの妊娠を推奨している。女性が38歳で80%、40歳で96%という高確率で染色体異常が発生する。更年期、すなわち月経の停止は、一般的に40代から50代に起こり、妊孕性の停止を示すが、年齢に関連した不妊は、それ以前に起こることがある。年齢と女性の妊孕性の関係は、女性の「生物時計」と呼ばれることがある。

## 女性年齢と統計

女性が低受胎(黄緑)、不妊症(青)、不規則月経(ピンク)、更年期障害(赤)に達するまでの累積割合(percentage)と平均年齢(age)

### 思春期・ティーンエイジ
少女の初潮(初経)の平均年齢は12～13歳（米国では12.5歳、カナダでは12.72歳、英国では12.9歳）であるが、初経後の少女では、初経後1年目で約80%、3年目で50%、6年目で10%が無排卵の周期である。若年の思春期の妊孕性についてはほとんど知られていない。というのも、ほとんどの社会では10代前半の妊娠は珍しいからである。
米産婦人科学会（ACOG）などによると女性の妊孕性は、10代後半から20代後半にかけてピークに達し、その後低下し始める。
英国国立医療技術評価機構（NICE）によると、40歳未満の女性100人のうち80人以上が、定期的に避妊をしないセックスをしていれば、試み始めてから1年以内に妊娠する。そして2年目にはその割合は90%以上に上昇する。

### 以降から閉経・妊孕力低下速度加速期
米産婦人科学会（ACOG）によると、女性の受胎能力は10代後半〜20代後半のピークを経て、30歳には低下し始め、35歳以降は低下のスピードが加速していく。
フランス国立衛生医学研究所の疫学者（博士）であるアンリ・ルリドンが2004年に行った、妊娠を試みている女性を対象とした研究では、不妊治療薬や体外受精を使用せずに、年齢別に以下のような受胎率の結果が得られた。
- 30歳の場合
  - 1年以内に出産に至る妊娠をする確率は75%
  - 4年以内に出産に至る妊娠をする確率は91%
- 35歳の場合
  - 1年以内に出産に至る妊娠をする確率は66%
  - 4年以内に出産に至る妊娠をする確率は84%
- 40歳の場合
  - 1年以内に出産に至る妊娠をする確率は44%
  - 4年以内に出産に至る妊娠をする確率は64%[15]

ハンガリーでは、Központi Statisztikai Hivatal（中央統計局）の調査で、30歳未満のハンガリー人女性の7〜12%が不妊であり、35歳の女性の13〜22%が不妊、40歳の女性の24〜46%が不妊であると推定されている。

### 研究
米産婦人科学会（ACOG）は、女性の受胎能力のピークは10代後半〜20代後半であり、30歳以降から受胎能力低下開始、35歳以降は低下のスピードが加速すると発表している。
「19歳から39歳までの健康なヨーロッパ人カップル782組を対象にした研究」によると、妊孕性は27歳を過ぎると低下し始め、35歳を過ぎるとやや大きな割合で低下する。統計分析の結果、27～29歳の女性グループは、19～26歳の女性グループに比べて、平均的に妊娠する可能性が有意に低いことが示された。妊娠率は27～29歳のグループと30～34歳のグループの間では顕著な変化はなかったが、35～39歳のグループでは有意に低下した。男性パートナーの年齢は、「30代半ばに達している女性」の妊孕性に有意な影響を与えたが、若い女性にはそうではなかった。健康な男性が年齢が上がるにつれ、生殖能力が健康な女性のように大きな低下はせず、精子の質がある程度低下するもの、男性は新しい精子をつくり続けている。そのため、米生殖医学会（ASRM）によれば、「男性が父親になる年齢」に上限はない。
一部の専門家は、高齢の女性の妊孕性の主な変化は、妊娠するまでに「時間がかかる」ということであり、「最終的に成功する可能性が著しく低い」というわけではないと主張している。米国国立環境衛生科学研究所の生物統計学者であるデビッド・ダンソンは、「20代後半に女性の妊孕性の低下が認められたが、私たちが発見したのは、月経周期ごとの妊娠する確率の低下であり、最終的に妊娠する確率の低下ではない」と主張している。
あるフランスの研究では、25歳以下の女性と26～30歳の女性の間で妊孕性に差はなく、その後、妊孕性は低下し始めた。「女性の妊孕性」を推定することは、男性要因（精子の質）のために非常に難しい。このフランスの研究では、夫が無精子症であるために人工授精を利用していた2,193人の女性を対象にした。12周期の授精後の累積成功率は、25歳未満の女性で73%、26～30歳の女性で74%、31～35歳で61%、35歳以上のグループで54%であった。
以下は、ある年齢で妊娠を試み始めた場合に、生児を得られない女性の割合の推定値を示した表である。若年層では研究者の意見が一致する傾向にあるが、高齢者については意見が分かれていることに注意が必要である。
| 妊娠を試み始める女性の年齢 | ビンセント（1950年）による生児を得られない割合（%） | ヘンリー（1953年）による生児を得られない割合（%）、イングランド | ヘンリー（1953年）による生児を得られない割合（%）、ノルウェー | ピッテンジャー（1973年）による生児を得られない割合（%） | ルリドン（1977年）による生児を得られない割合（%） | トラッセル-ウィルソン（1985年）による生児を得られない割合（%） | メンケン-ラーセン（1986年）による生児を得られない割合（%） |
| -------------------------- | --------------------------------------------------- | --------------------------------------------------------------- | ------------------------------------------------------------- | ------------------------------------------------------- | ------------------------------------------------- | -------------------------------------------------------------- | ---------------------------------------------------------- |
| 20                         | 4                                                   | 3.5                                                             | 3.5                                                           | 2.2                                                     | 3                                                 | -                                                              | 4                                                          |
| 25                         | 6                                                   | 6                                                               | 5                                                             | 3.3                                                     | 6                                                 | 6                                                              | 7                                                          |
| 30                         | 10                                                  | 11                                                              | 8                                                             | 6.5                                                     | 10                                                | 11                                                             | 12                                                         |
| 35                         | 17                                                  | 19                                                              | 13                                                            | 16                                                      | 17                                                | 16                                                             | 22                                                         |
| 40                         | 37                                                  | 33                                                              | 24                                                            | 40                                                      | 29                                                | 24                                                             | 46                                                         |
| 45                         | 75                                                  | 58                                                              | 50                                                            | 79                                                      | 50                                                | 58                                                             | -                                                          |

## 卵巣予備能(残存卵子数)の推移
卵巣予備能とは「卵巣に残っている卵子数」と定義されている。卵巣予備能に関して、平均的女性は30歳で0歳時点の12%、40歳では3%しか残っていない。卵巣予備能のばらつきの原因の81%は年齢だけに起因しており、年齢が女性不妊の最も重要な要因となっている。

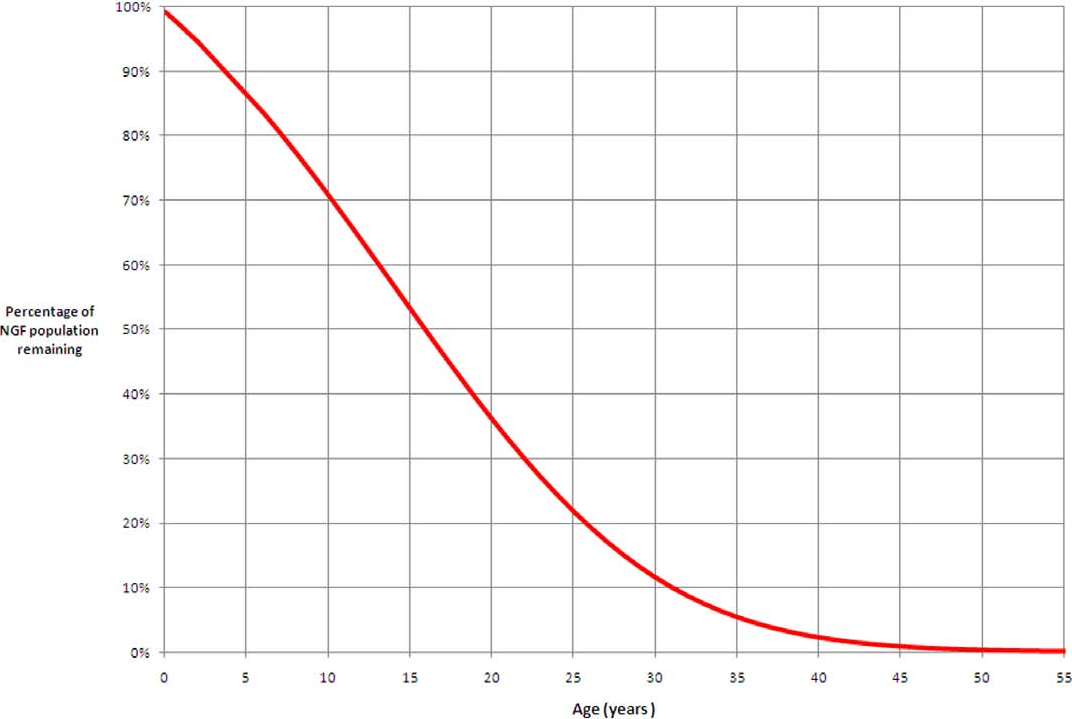
年齢の増加に伴う卵巣予備能の割合曲線は、ADCモデルに基づいて、生まれてから55歳までの各年齢における残存卵巣予備能の割合を示している。100%は、受胎後18〜22週に起こる最大の卵巣予備能とされる。この割合は、早発閉経と遅発閉経がそれぞれ高いNGFピーク数と低いNGFピーク数に関連しているという特定のモデルに沿って卵巣予備能が低下するすべての女性に適用される。30歳までに女性の95%で、最大の出生前NGF数の12%しか存在せず、40歳までに3%しか残っていないと推定されている。女性は生まれたときに卵胞形成に必要なすべての卵胞を持っており、閉経まで着実に減少していく。

卵巣予備能の状態を確認する最も一般的な方法は、月経周期の3日目に血液検査を行い、血清卵胞刺激ホルモン（FSH）レベルを測定することであり、あるいは血清抗ミューラー管ホルモン（AMH）レベルを測定する血液検査でも同様の情報が得られる。経膣超音波検査を使用して「卵胞数を数える」こともでき、この手順は胞状卵胞数と呼ばれる。
米国産婦人科医師会は、35歳以上で妊娠を試みて6か月経っても妊娠しない女性や、性腺毒性療法や骨盤照射、あるいはその両方で治療された癌の既往歴がある女性、性腺毒性療法で治療された医学的症状のある女性、子宮内膜症の手術を受けた女性など、卵巣予備能の低下リスクが高い女性に対して、卵巣予備能検査を行うべきであると推奨している。
卵巣予備能検査の結果が悪いからといって、妊娠する絶対的な能力がないことを意味するわけではなく、不妊治療へのアクセスを制限したり拒否したりする唯一の基準とすべきではないことを認識することが重要である。

### 歴史的データ
1670年から1789年のフランス人女性の人口を対象とした研究によると、20～24歳で結婚した女性は平均7.0人の子供を産み、3.7%が子供を産まなかった。25～29歳で結婚した女性は平均5.7人の子供を産み、5.0%が子供を産まなかった。30～34歳で結婚した女性は平均4.0人の子供を産み、8.2%が子供を産まなかった。これまでに研究された自然妊孕能人口における最終出産年齢の平均は、約40歳である。
1957年に、避妊を一切使用しない大規模な集団（アメリカのフッター派）を対象に調査が行われた。調査員らは、女性パートナーの年齢と妊孕性の関係を測定した。（今日の一般集団における不妊率は、1950年代のこの研究集団よりも高いと考えられている）。
この1957年の研究で判明したのは以下の通りである。
- 30歳までに、カップルの7%が不妊であった。
- 35歳までに、カップルの11%が不妊であった。
- 40歳までに、カップルの33%が不妊であった。
- 45歳では、カップルの87%が不妊であった。

## 加齢による影響

### 家族計画
生殖年齢後期における年齢と女性の妊孕性の逆相関は、35歳に達するずっと前から家族計画を行う動機付けになると主張されている。女性の卵巣予備能、卵胞動態、および関連する生物学的指標のマッピングは、将来の妊娠の可能性について個人的な予後を示すことができ、子供を持つタイミングについての情報に基づいた選択を可能にする。特に、一般集団の女性を対象に検査した際の抗ミューラー管ホルモンのレベルが高いことは、年齢で調整した後でも、自然妊娠を目指す30～44歳の女性の自然妊孕能と正の相関があることが判明している。したがって、AMH測定は、どの女性がより早い年齢で妊娠する必要があるかを判断するのに役立ち、どの女性が潜在的に待つことができるかを判断するのに役立つ。

### 生殖医療
40歳以上の女性、あるいは35歳以上で6か月間妊娠を試みても妊娠しない女性は、不妊検査を受けることが推奨される。多くの場合、不妊は多くの生殖技術で治療できるが、その成功率は年齢とともに低下する。年齢の問題は、生殖内分泌医などの資格を持つ不妊治療の専門家と相談することができる。
体外受精（IVF）は、不妊の治療と子孫を残すために家族を助けるために使用される生殖補助医療技術である。高齢の多くの女性が子供を持つためにIVF治療を選択する可能性があるが、高齢の母親（40歳以上）の患者は、20〜30歳の患者と比較して、IVFの結果が悪く、流産率が高いことがわかっている。ほとんどのIVFセンターでは、約43〜45歳まで患者自身の卵子を使用してIVFを試みる。臨床的には、生殖内分泌専門医は35歳以上の女性に対してIVFをより積極的に行う傾向がある。
卵子凍結保存は、卵子（卵母細胞）を保存し、解凍した卵子を受精させ、IVF手順により子宮に移植するために行われる処置である。これにより、女性は妊娠を遅らせることができ、生殖細胞の劣化によって生じる多くの不妊の問題を避けることができる。研究によると、凍結・解凍した卵子から生まれた乳児では先天異常のリスクが高くないことが示されており、解凍した卵子を使用したIVFは、新鮮な卵子を使用したIVFと比較して同等の着床率が得られている。卵子凍結保存では染色体異常を回避できるが、高齢での妊娠は、受胎方法に関係なく、妊娠糖尿病、妊娠高血圧症候群、早産、帝王切開のリスクを高める。
アイビーリーグの学生新聞などに卵子提供者に2万～5万ドルを提供すると宣伝している一流の卵子提供機関は、29歳以下の提供者を求めている。
2012年のレビューでは、卵巣予備能を回復させるために使用される可能性のある幹細胞の存在の可能性が最近報告されているにもかかわらず、女性の生殖の老化過程を止めたり逆転させたりするための治療的介入は限られているという結果が得られた。

### 合併症
35歳以上で妊娠した女性は、母体と胎児に影響を及ぼす合併症のリスクが高まる。
母親に関しては、いくつかの研究で、35歳以上の妊婦は妊娠高血圧症、子癇（発作を伴う妊娠高血圧症）、妊娠糖尿病のリスクが高いことが示されている。さらに、35歳以上で妊娠した女性は、分娩時の合併症のリスクもある。これには、死産、流産、帝王切開による分娩につながる合併症が含まれる。
35歳以上の妊婦の胎児合併症も高い。よく知られているリスクの1つは、ダウン症候群の乳児を持つリスクが高まることである。米国産科婦人科学会によると、研究では、ダウン症候群のリスクは母親の年齢の上昇に比例して増加することが示されている。
全米ダウン症協会による母親の年齢に応じたダウン症候群の子供を妊娠する確率は以下のとおりである。
- 20歳では2000人に1人
- 24歳では1300人に1人
- 25歳では1200人に1人
- 29歳では950人に1人
- 30歳では900人に1人
- 34歳では450人に1人
- 35歳では350人に1人
- 39歳では150人に1人
- 40歳では100人に1人
- 44歳では40人に1人
- 45歳では30人に1人
- 49歳では10人に1人

ダウン症候群に加えて、35歳以上の妊婦は、他の先天異常のリスクも高くなる。ギルらが行った研究では、40歳以上の高齢出産と、心臓の問題、食道閉鎖症、尿道下裂、頭蓋骨早期癒合症などの先天異常との関連が見出された。最後に、研究によると、35歳以上の妊婦は、早産と低出生体重児のリスクも高いことが報告されている。

## 卵巣の老化
BRCA1（乳癌感受性遺伝子1型）タンパク質とATM（毛細血管拡張性運動失調症）セリン/トレオニンキナーゼを含む修復経路によるDNAの二重鎖切断の修復能力は、ヒトを含む多くの種の卵母細胞において加齢とともに低下することを示す実質的な証拠がある。年齢の影響を受けるDNA修復経路は、相同組換えDNA修復経路である。一般に、BRCA1遺伝子変異を持つ女性は、卵巣予備能が低く、早期の閉経を経験する。